# حسين (اسم)
حُسَيْنٌ اِسْمٌ، عَلَمٌ، شخصيٌّ، مُذَكَّرٌ، عربيٌّ، تصغيرُ الاسم «حَسَن»، ومعناهُ: الوسيمُ، أو المحبوبُ، أو الجبلُ العالي. وهو من الأسماء المُقَدَّسة عند المسلمينَ والشيعةِ ولا سِيَّما نسبًا للإمام الحُسَيْنِ بْنِ عَلِيِّ بْنِ أَبِي طَالِبٍ وفاطمةَ الزهراءِ وحفيدِ رسول الإسلام محمدٍ مِن بِنْتِه فاطمةَ؛ فهو من أكثر الأسماء المنتشرة بين المسلمين.

## الشخصيات
- الحسين بن علي
- حسين بن علي الهاشمي شريف وأمير مكة
- حسين كامل سلطان مصر
- حسين بايقرا سلطان تيموري
- حسين باي بن محمد باي تونس
- حسين باي الأول باي تونس
- حسين باي بن صالح باي باي قسنطينة
- حسين الحسيني سياسي لبناني
- حسين كامل حسن سياسي عراقي من حزب البعث العربي الاشتراكي وصهر صدام حسين
- الحسين بن طلال ملك الأردن السابق
- حسين رضا زاده رباع إيراني
- حسين كمال مخرج مصري
- حسين نصر فيلسوف إسلامي إيراني
- حسين سالم رجل أعمال مصري إسباني
- حسين فهمي ممثل مصري
- حسين أمين مؤرخ عراقي
- حسين الجسمي مغني إماراتي
- حسين دعيبس مخرج أردني
- حسين إسماعيل ممثل مصري
- حسين إبراهيم سياسي مصري
- حسين بن مطلق الجبعاء  مؤسس نادي النصر السعودي وإدارة المعلومات بالمباحث العامة السعودين
- حسين السيد شاعر مصري
- حسين المنصور ممثلة كويتي
- حسين البروجردي عالم دين شيعي إيراني
- حسين الشافعي قائد عسكري وسياسي مصري
- حسين المهدي سياسي كويتي
- حسين الراقد لاعب كرة قدم تونسي
- حسين الصادق لاعب كرة قدم سعودي
- حسين الإمام ممثل مصري
- حسين البدر ممثل كويتي
- حسين البرغوثي شاعر فلسطيني
- حسين الثالث أخر داي للجزائر
- حسين الحضري لاعب كرة قدم عماني
- حسين الحريتي سياسي كويتي
- حسين الحاج حسن سياسي لبناني
- حسين الحوثي قائد حركة تمرد الحوثيين في اليمن
- حسين الديماسي سياسي تونسي
- حسين الديك مغني سوري
- حسين السبع عداء سعودي
- حسين عبد الغني صحفي مصري
- حسين عبد الغني لاعب كرة قدم سعودي
- الحسين السلاوي مغني مغربي
- حسين الشربيني ممثل مصري
- حسين الشهرستاني سياسي عراقي
- حسين القلاف سياسي كويتي
- حسين الكردي سلطان مملوكي مصري
- حسين المقهوي لاعب كرة قدم سعودي
- حسين المظاهري الأصفهاني مرجع دين شيعي إيراني
- حسين الموسوي لاعب كرة قدم كويتي
- حسين الموسوي سياسي لبناني
- حسين جعفري ممثل إيراني
- حسين جواد سياسي بحريني
- حسين حبري سياسي تشادي
- حسين حجازي لاعب ومدرب كرة قدم مصري
- حسين خرجة لاعب كرة قدم مغربي
- حسين رياض ممثل مصري
- حسين رشدي باشا سياسي مصري
- حسين رؤوف أورباي سياسي تركي
- حسين رشيد محمد قائد عسكري عراقي
- حسين رفقي باشا سياسي مصري
- حسين رحمي قوربنار كاتب وسياسي تركي
- حسين سعيد لاعب كرة قدم عراقي
- حسين سري باشا سياسي مصري
- حسين سلطاني ملاكم جزائري
- حسين سنابور كاتب إيراني
- حسين شاه هوتاكي شاه أفغاني
- حسين شهيد سهروردي سياسي باكستاني
- حسين شهابي مخرج إيراني
- حسين صدقي ممثل مصري
- حسين صادقي طبيب إيراني
- حسين صبور مهندس مصري
- حسين صلاح الدين كاتب مالديفي
- حسين طائب عالم دين وعسكري إيراني
- حسين فاضل لاعب كرة قدم كويتي
- حسين فخري باشا سياسي مصري
- حسين فوزي عالم بحار مصري
- حسين قويعان سياسي كويتي
- حسين كعبي لاعب كرة قدم إيراني
- حسين كلاني لاعب كرة قدم إيراني
- حسين علي نوري عالم دين إيراني ومؤسس الديانة البهائية
- حسين علي المنتظري عالم دين شيعي إيراني
- حسين علي بابا لاعب كرة قدم بحريني
- حسين عشيو لاعب كرة قدم جزائري
- حسين عبد الواحد لاعب كرة قدم عراقي
- حسين عبد الحسين صحفي لبناني
- حسين علي محفوظ لغوي ومترجم عراقي
- حسين عليزاده موسيقي إيراني
- حسين علي واحد لاعب كرة قدم عراقي
- حسين مازق سياسي ليبي
- حسين مترف لاعب كرة قدم جزائري
- حسين ميزو مورتو حاكم جزائري عثماني
- حسين محمد فرح عيديد بحار أمريكي صومالي
- حسين نعمة مغني عراقي
- حسين نيهال أتسز كاتب تركي
- حسين هزاع المجالي سياسي أردني
- حسين وحيد الخراساني مرجع دين إيراني
- حسين ياسر لاعب كرة قدم قطري
- حسين ياري ممثل إيراني

## مقالات ذات صلة
- علي
- فاطمة
- حسن
- محمد